# عبدالحکیم (بازیکن فوتبال)
عبدالحکیم (بنگالی: আব্দুল হাকিম؛ ۴ دسامبر ۱۹۴۹ – ۲۸ اوت ۲۰۲۲) بازیکن فوتبال اهل بنگلادش بود.
وی همچنین در تیم‌های ملی فوتبال مستقل بنگال و بنگلادش بازی کرده است.